# Procalosoma minor
Procalosoma minor is een keversoort uit de familie Trachypachidae. De wetenschappelijke naam van de soort is voor het eerst geldig gepubliceerd in 1906 door Handlirsch.